# Design for alle (i IKT)
Design for Alle er et generelt design-koncept, som i denne artikel beskrives med speciel fokus på informations- og kommunikationsteknologi.

## Grundlæggende definitioner
Der findes forskellige definitioner af Design for Alle (eller Universelt Design, som det hedder i amerikansk terminologi), fx "Design af produkter og omgivelserne, så de kan anvendes af alle mennesker, i videst mulige omfang, uden behov for tilpasning eller specialiseret design". ((oversat fra The Trace Centre's definition ), "at designe produkter, services og omgivelser sådan at så mange mennesker som muligt kan anvende dem uanset alder, fysiske karakteristika (fx højde, syns- og høreevner eller mobilitet)." (oversat fra Fujitsu's hjemmeside), "Design for alle i Informationssamfundet er den bevidste og systematiske indsats for proaktivt at anvende principper, metoder og værktøjer for at udvikle produkter og services indenfor informationsteknologi og telekommunikation, der er tilgængelige og kan anvendes af alle borgere, og på den måde undgå behovet for efterfølgende tilpasninger eller specialiseret design." (Oversat fra Stephanidis et.al., 2001))
Design for Alle inden for Informations- og Kommunikationsteknologi (IKT) skal ikke opfattes som et forsøg på at fremme en bestemt løsning til alle, men som en brugerorienteret tilgang til at udvikle produkter, som automatisk inddrager det mulige spænd af menneskelige evner, kundskaber, krav og ønsker. Deraf følger, at resultatet af design-processen ikke skal være et enkeltstående design, men et designrum fuldt af passende alternativer, sammen med det rationale som ligger bag hvert enkelt alternativ, dvs. hvad der karakteriserer den specifikke bruger og anvendelsessammenhæng, som hvert alternativ er udviklet til.

## Relaterede koncepter
Hjælpemidler, Universel Tilgængelighed (Universal Accessibility), Universel Design (Universal Design) og Inklusiv Design (Inclusive Design) regnes som relaterede koncepter til understøttelse af Inklusion.
Traditionelt har man løst tilgængelighedsproblemer ved hjælp af tilpasninger, og brugen af hjælpemiddelteknologi har været den tekniske tilgang til at opnå tilpasninger.
Universel Tilgængelighed har en indlysende forbindelse til handicapområdet. Universel Tilgængelighed giver mennesker tilgang – Universel Tilgængelighed implicerer tilgængelighed og brugervenlighed i informations- og kommunikationsteknologier for hvem som helst, hvor som helst og når som helst, og at de inkluderes i en hvilken som helst livskontekst. Målet er at sikre lige tilgængelighed og aktiv deltagelse for potentielt alle mennesker i eksisterende og kommende computer-medierede menneskelige aktiviteter, gennem udviklingen af universelt tilgængelige og anvendelige produkter, og services og passende støttefunktioner i omgivelserne. Disse produkter og services skal kunne tilpasses individuelle brugerkrav i forskellige anvendelsessammenhænge, uafhængigt af sted, udstyr eller styresystem. Derfor er tilgangen til at sikre adgang til udstyr og services generaliseret i et forsøg på at sikre adgang til Informationssamfundet som sådan. Borgerne antages at leve i omgivelser, som er fulde af intelligente objekter, hvor de opgaver, som skal udføres, og den måde de udføres på er fuldstændig omdefineret, idet de involverer en kombination af aktiviteter for at få adgang til information, interpersonel kommunikation og omgivelseskontrol. Borgere må derfor have mulighed for at udføre aktiviteterne enkelt og behageligt.
Design for Alle er primært blevet introduceret inden for Menneske-Maskine Interaktion med det formål at fungere for et varieret udsnit af brugere, hvilket vil sige at forholde sig til brugernes forskellighed. Tankegangen er, at eftersom brugere er forskellige og har forskellige tilgængeligheds- og brugbarheds (usability) behov, er det nødvendigt at inddrage dem alle i en brugercentreret design-proces. Men, det intelligente miljø, som er på vej, er langt mere komplekst, og forskellighederne må derfor anskues fra andre vinkler. For det første sker interaktionen ikke længere med computere og terminaler, men med omgivelserne og objekter i omgivelserne. Derfor vil det være nødvendigt at inddrage en lang række interaktionsparadigmer, metaforer, medier og modaliteter. Til den tid vil brugerne/borgerne ikke være nødt til at forholde sig til aktiviteter bestemt af den anvendte applikation, men med mål som skal opnås i hverdagen, og som vil være forskellige i forskellige omgivelser og for forskellige brugere. Desuden kan målene være komplekse, ikke kun fordi man må forudse en sammensmeltning af de funktioner, som har at gøre med adgang til information, interpersonel kommunikation og omgivelseskontrol, men også fordi de kan involvere grupper af brugere. Desuden vil det samme mål skulle kunne nås i mange forskellige brugssammenhænge. Dette giver en idé om, hvor komplekse de problemer er, som er involveret, begrænsningerne i de traditionelle tilgængelighedskoncepter, og behovet for en innovativ tilgang til problemerne.

## Gevinster og udfordringer
EU-Kommissionens Meddelelse om e-tilgængelighed  identificerede en række praktiske udfordringer såvel som problemer af markedsmæssig, juridisk og politisk karakter, som skal behandles for at forbedre e-tilgængeligheden og e-Inklusion i Europa, og opstillede en trestrenget strategi, som bygger på:
- Tilgængelighedskrav i forbindelse med offentlige indkøb
- Certificering af tilgængelighed
- Bedre udnyttelse af eksisterende lovgivning.

I den forbindelse skal man blandt andet tage stilling til følgende udfordringer: 
- Indførelse af specifik lovgivning til at komplementere og forbedre eksiterende lovgivning
- Informere og motivere industrien
- Effektiv benchmarking
- Sørge for harmoniseret standardisering
- Udarbejdelse af en DfA-uddannelse (curriculum)
- Forholde sig til fremtidige forskningsaktiviteter

For en fyldestgørende diskussion af udfordringer og gevinster ved Design for Alle i forbindelse med Informations- og kommunikationsteknologier i dag, se også EDeAN White Paper (2005) og rapporten "Report on the impact of technological developments on eAccessibility" udarbejdet af DfA@eInclusion projektet.

## Lovgivning og regler
Den gældende politiske kontekst for tilgængelighed i Informationssamfundet i Europa er i2010 initiativet. “i2010 – A European Information Society for growth and employment” initiativet blev igangsat af EU-Kommissionen som en ramme til, at håndtere de vigtigste udfordringer og udviklinger i informationssamfundet og mediesektoren frem til 2010. Det arbejder for et åbent og markedsbaseret digital økonomi og fremhæver IKT som en drivkraft for inklusion og livskvalitet. Initiativet indeholder en lang række EU politiske redskaber der skal fremme udviklingen af en digital økonomi, såsom instrumenter til regulering, forskning og partnerskaber med interessenter (stakeholders). 

### Ligeret og ikke-diskrimination
Målet for EUs handicap-strategi er et samfund, som er åbent og tilgængeligt for alle. Barriererne skal identificeres og fjernes. EUs handicap-strategi indeholder 3 centrale fokusområder: samarbejde mellem Kommissionen og medlemstaterne, fuld deltagelse for mennesker med funktionsnedsættelser, og mainstreaming af handicap i udarbejdelsen af lovstof. Ikke-diskrimination er et af de generelle principper i FNs Handicapkonvention, som blev vedtaget af FNs Generalforsamling den 13. december 2006, og blev fremlagt til ratifikation den 30. marts 2007.

### Telekommunikation og Informationssamfundet
Der er en langvarig tradition for lovgivning på telekomunnikationsområdet i Europa. I 2002 vedtog EU en ny lovgivningsmæssig ramme for elektroniske kommunikationsnet og -tjenester, som dækker alle former for fast eller trådløs telefoni, datatransmission og tv (broadcasting). Ud fra et Design for Alle perspektiv er de vigtigste direktiver: Rammedirektivet om en fælles rammebestemmelse for regulering og Direktivet om forsyningspligt og brugerrettigheder i forbindelse med elektroniske kommunikationsnet og -tjenester (forsyningspligtdirektivet).

### Offentlige indkøb
Offentlige indkøb er en vigtig økonomisk faktor, og er derfor et vigtigt redskab til at fremme tilgængelighed. Lovpakken om Direktiver for offentlige indkøb, som blev godkendt af Europaparlamentet og EU-ministerrådet i 2004, vil hjælpe til at forenkle og modernisere indkøbsprocedurerne. De nye direktiver gør det muligt at medinddrage tilgængelighedsbehov i flere trin i indkøbsprocessen. Det er indlysende, at det er det mest hensigtsmæssige at henvise til standarder, når man udarbejder tekniske specifikationer. Der findes allerede mange CEN, ETSI og ITU standarder, som kan anvendes til dette formål, og mange kilder som er anvendelige til dette formål. På samme måde kan guidelines som WAI guidelines, for eksempel, eller nationale guidelines der er blevet anvendt. I fremtiden vil det blive enklere at finde de passende guidelines. Mandate M/376 er blevet givet af EU-Kommissionen til de europæiske standardiseringsorganisationer CEN, CENELEC og ETSI, til at fremkomme med en løsning til vurdering af fælles krav og overholdelse.

### Ophavsret
Alle produkter er ikke tilgængelige for personer med funktionsnedsættelser. Når man producerer lydbøger, eller visse andre tilgængelige værker, skabes en ekstra kopi, og i denne situation kan reglerne om ophavsret være et problem. På den anden side er ophavsret en grundlæggende faktor i opretholdelsen af et bærbart kreativt samfund. Denne interessekonflikt må på en eller anden måde løses for at sikre, at Informationssamfundet er et samfund for alle. Der findes international og europæisk lovgivning på området. Direktivet om harmonisering af visse aspekter af ophavsret og beslægtede rettigheder i informationssamfundet har til formål at tilpasse lovgivningen om copyright og relaterede rettigheder, så den afspejler den teknologiske udvikling og overføre de vigtigste internationale forpligtelser til fællesskabslovgivningen, forpligtelser, som udspringer af de to traktater om copyright og beslægtede rettigheder, som er vedtaget inden for rammerne af World Intellectual Property Organisation (WIPO) i december 1996.

### Beskyttelse af privatliv
Forbindelsen mellem design og privatliv er ikke nødvendigvis indlysende. Moderne teknologi, som er et resultat af design, kan indsamle betydelige mængder af personlig information. Brugeren har interesse i at informationerne er korrekte og bliver anvendt rigtigt. En person kan nære ønske om at holde visse informationer fortrolige og samtidig få adgang til den indsamlede information. Med andre ord er beskyttelse af privatliv ønskelig. I 2002 vedtog den Europæiske Union et direktiv om behandling af personoplysninger og beskyttelse af privatlivets fred i den elektroniske kommunikationssektor, Direktiv om databeskyttelse inden for elektronisk kommunikation. Dette direktiv fastlægger de grundlæggende principper for indsamling, opbevaring og anvendelse af persondata, som skal respekteres af regeringer, virksomheder og andre organisationer eller personer som behandler persondata.

## Relevante guidelines og standarder
I USA, Australien, Japan og EU vedtages flere og flere lovgivningsinitiativer som skal tilskynde offentlige myndigheder og virksomheder til at sikre sig, at deres produkter og tjenester er tilgængelige og kan anvendes ikke kun af [standard]-brugere, men også af andre såsom ældre mennesker eller mennesker med funktionsnedsættelser. Eftersom det ville være uklogt at indskrive tekniske – og dermed tidsbundne – krav i lovene, refererer lovteksten fortrinsvis til (internationale) standarder. 

### Standardisering: generelt overblik
Standardisering, dvs i generelle termer, det at producere en standard (en: standard; fr: norme, standard; de: Norm; es: norma) er en frivillig handling, tidligere næsten kun udført af kommercielle partnere, som tror på, at standardisering vil tillade lettere udveksling af produkter og varer. Dette betød ofte, at overholdelse af standarderne også var frivillig og affødt af en forventet kommerciel fordel. Forbrugerrepræsentanter deltog kun i yderst begrænset omfang i standardisering. På den anden side henviser flere og flere love i mange lande til kravet om overholdelsen af adskillige standarder (fx for sikkerhed eller økologiske aspekter). Slutresultatet af behovet for standarder betyder, at mange standardiseringsinitiativer er støttet af offentlige organisationer, eller, i Europa, direkte eller indirekte af EU-Kommissionen. Desuden er mange guidelines blevet udviklet af interessegrupper.

### Den seneste udvikling inden for DfA-relateret standardisering (formelle standarder)
Eftersom DfA standardisering var eksplicit omtalt i eEurope2002 og i2010 handlingsplanerne for den Europæiske Union, er adskillige aktiviteter sat i gang siden da. Fire af de vigtigste gældende strategier kan identificeres: 
- Etableringen af koordinerende arbejdsgrupper og organisationer
- Demokratiseringen af selve standardiserings-processen
- Den øgede indflydelse fra ikke-formelle standardiseringsorganisationer
- Etableringen af standardiseringsrelaterede disskussionsfora som er åbne for ikke-specialister.

### Standarder med relevans for Design for Alle i Informations- og Kommunikationsteknologi
- ETSI EG 202 116 V1.2.2 (2009-03)

ETSI Guide Human Factors (HF); Guidelines for ICT products and services; "Design for All".
- Web Content Accessibility Guidelines (WCAG) 2.0

Web Content Accessibility Guidelines (WCAG) 2.0 dækker en lang række anbefalinger til, hvordan man gør webindhold mere tilgængeligt. Hvis man følger disse anbefalinger, bliver indholdet tilgængeligt for en større gruppe mennesker med funktionsnedsættelser, inklusive blinde, synsnedsættelser, døve, hørenedsættelser, indlæringsvanskeligheder, kognitive funktionsnedsættelser, bevægehandicap, talevanskeligheder, fotosensitivitet og kombinationer af disse funktionsnedsættelser. Når man følger disse anbefalinger, vil ens webindhold ofte også blive mere brugbart for brugere i almindelighed.

## Anvendelsesområder
Anvendelsesområderne for Design for Alle inden for IKT involver i praksis ethvert område, der involverer Informations- og Kommunikationsteknologi.

Anvendelsesområdernes betydning afspejler deres rolle i skabelsen af et sammenhængende og socialt acceptabelt Informationssamfund, men afspejler også deres påvirkning på de mange forskellige menneskelige aktiviteter. De kritiske anvendelsesområder for Design for Alle kan opsummeres således: 
- Livslang læring
- Offentlige informationssystemer, terminaler og informationsteknologi (fx info-terminaler, smart home teknologi)
- Transaktionstjenester (fx netbank)
- E-handelsapplikationer og –tjenester
- Sociale borger-tjenester (fx administration, ældre, transport og pleje)
- Værktøjer til forbedring af brugeroplevelsen af informationstjenester (fx indsamling, opbevaring, genfinding og udveksling af brugererfaringer)
- Sikkerhed

"Toward an Information Society for All: An International R&D Agenda" (1998) er en hvidbog udgivet af det internationale videnskabelige forum “Towards an Information Society for All” (ISF-IS4ALLL), som diskuterer betydningen af disse anvendelsesområder:

"Livslang læring er et kritisk område, hvor hovedvægten bør lægges i fremtidens videnssamfund. Det indebærer en kontinuerlig deltagelse i opnåelse af viden og evner til at lette og fastholde lige deltagelse i Informationssamfundet. Nye teknologier kan komme til at spille en rolle som katalysator, idet de kan tilbyde nye undervisningsformer og – strukturer, og kan på den måde medvirke til at læring bliver en uadskillelig del af livslange menneskelige aktiviteter inden for vidensintensive læringsmiljøer og social interaktion mellem grupper af mennesker. Et andet vigtigt anvendelsesområde, og et kritisk mål på kort sigt, er udviklingen af generelle offentlige informationssystemer, for eksempel informationsterminaler hvor man kan få adgang til informationstjenester. Disse forventes at blive anvendt i stadig mere forskelligartede sammenhænge, i offentlige rum, i hjemmet, i undervisningslokaler osv., og giver mulighed for vilkårlig og omvandrende tilgang. Omgivelseskontrol vil også blive stadig mere betydningsfuld. Smarte omgivelser vil gradvis vinde indpas i en lang række menneskelige aktiviteter på hospitaler, hoteller, offentlige bygninger osv. Den elektroniske betjening i sådanne miljøer vil medføre tiltagende opmærksomhed på at gøre det muligt at reagere på uforudsete begivenheder, øget mobilitet og sikkerhed. Endelig vil en lang række af transaktionstjenester (fx netbank, reklamer og underholdning), sociale tjenester for borgerne (fx administration, pleje, undervisning og transport) og elektroniske handelsapplikationer blive stadig mere vigtige og omforme den måde handel og aktiviteter i hjemmet foregår på (...) sikkerhed, privatliv og kontrol er centrale emner i et socialt acceptabelt informationssamfund og bør have umiddelbar opmærksomhed. Samtidig vil de udgøre mere og mere komplekse mål at opnå, idet de dækker forskellige niveauer i telekommunikations-infrastrukturen, fra netværkstjenester til applikationstjenester (såsom handelstransaktioner og underholdning), terminaler og informationsværktøjer."

## Uddannelse og træning
En vigtig løftestang til at øge kendskabet og forbedre praksis i Design for Alle er udviklingen af uddannelses- og træningsprogrammer. Der er behov for fagpersoner, som har erhvervet omfattende specialistviden og –kompetencer inden for Design for Alle; desuden har de fagpersoner, som arbejder indenfor IKT-industrien, behov for yderligere viden og kompetencer vedrørende Design for Alle. For øjeblikket er der meget få eksempler på universitetsprogrammer, som er specialiseret indenfor Design for Alle (eller Universelt Design), eller som eksplicit inkluderer et modul om dette. Denne mangel forsøges afhjulpet i DfA@eInclusion-projektet, som har udarbejdet nogle undervisningsforløb:
- Et introduktionskursus på bachelor-niveau som har til formål at bibringe de studerende en forståelse for de etiske og sociale aspekter i Design for Alle, og for den rolle Design for Alle har som en banebryder for tilgængelighed og deltagelse i Informationssamfundet.
- Et forløb på master-niveau som har til formål at bibringe de studerende den relevante viden og de personlige og faglige kompetencer, som er nødvendige for at designe, udvikle, implementere, evaluere og håndtere en bred vifte af IKT- produkter og tjenester, som lever op til principper og praksis indenfor Design for Alle[23].

Selve implementeringen af sådanne forløb er allerede undervejs enkelte steder, fx ved Middlesex University i Storbritannien og ved Johannes Kepler Universität Linz i Østrig. De grundlæggende emner indbefatter en forståelse af principperne om menneskerettigheder, udviklingen af standarder, regler og lovgivning, design og udvikling af hjælpemiddelteknologi, samt forbedret adgang til mainstream produkter og tjenester.
Webtilgængelighed er en vigtig komponent i tilgangen til Informationssamfundet, og information og gode råd kan findes hos W3C-WAI, ligesom man kan finde online kurser (fx Opera).
Den komplementære tilgang til træning af fagpersoner fra IKT-industrien er også blevet behandlet af DfA@eInclusion projektet. Et omfattende undervisningsprogram for en sådan træning er blevet anbefalet, og det er i øjeblikket genstand for en CEN workshop forhandling. CEN workshoppen "Curriculum for training professionals in Universal Design (UD-Prof)"" blev igangsat i maj 2009. Ifølge de generelle regler for CEN workshops får interesserenter mulighed for at diskutere og forbedre dette DfA undervisningsprogram for IKT-fagpersoner.

## Gode eksempler fra praksis
- Opera (browser) blev designet ud fra et ønske om at blive anvendt af så mange mennesker som muligt og som følge deraf med en Design for Alle tilgang.
- Lydbogen er et godt eksempel på Design for Alle, fordi den gør det muligt for flertallet at læse en bog. Stort set alle som ikke har hørehandicap kan anvende lydbøger i fritiden, til læring, og for at få information. Listening Books[30] er den eneste godgørende institution med lydbøger i Storbritannien som tilbyder internet streaming og forsendelsesservice til alle der har en funktionsnedsættelse eller sygdom, som gør det svært at holde en bog, vende siderne, eller læse på almindelig vis.
- Digital forvaltning anvender informations- og kommunikationsteknologi til at yde og forbedre offentlig service, transaktioner og interaktionen med borgere, virksomheder og andre offentlige instanser[31][32].
- Elevatorer giver en alternativ måde at komme til andre etager. Moderne, tilgængelige elevatorer gør brug af informations- og kommunikationsteknologi for at kunne tilpasse sig til en hvilken som helst mulig bruger. Dørenes lukkehastighed kan tilpasses, så folk kan komme sikkert ind og ud, hurtigt eller langsomt efter behov. Elevatorbetjeningen har visuel og auditiv feedback til brugeren, sådan at mennesker med forskellige sensoriske evner kan betjene elevatoren uden hjælp. Blinde brugere kan udnytte de taktile knapper. Der er brailleBraille -mærkning ved siden af knapperne, så man ikke kommer til at trykke på dem, mens man forsøger at læse dem. Trådløs tagging (fx RFID), ansigtsgenkendelse og fjernbetjening forbedrer yderligere muligheden for, at en moderne elevator kan anvendes af næsten alle.
- Inclusive Design Toolkit[33] præsenterer eksempler på, hvordan man kan implementere Design for Alle-principper.
- Andre eksempler på Design for Alle i IKT præsenteres i EDeAN's Education and Training Resource[34]

## Relaterede netværk og projekter

### EDeAN – European Design for all eAccessibility Network
The European Design for All e-Accessibility Network – EDeAN er et netværk af 160 organisationer fra EUs medlemslande. Netværkets formål er at understøtte alle borgeres adgang til Informationssamfundet. EDeAN tilbyder:
- Et europæisk forum for Design for Alle emner, som understøtter EU's mål om e-inklusion
- Øget opmærksomhed i de offentlige og private sektorer
- Online ressourcer om Design for Alle

Netværket koordineres af EDeAN Sekretariatet, som går på skift hvert år, og af de tilsvarende Nationale Kontakt Centre som er kontaktpunkt i det enkelte EU-land. 

### EIDD – The European Institute for Design and Disability (Design for All Europe)
Et andet netværk, som er grundlagt i 1993 og som repræsenterer medlemmer fra 20 lande, er EIDD. Dette netværk har som mål at forbedre livskvalitet gennem Design for Alle ved at understøtte aktiv interaktion og kommunikation mellem professionelle, som interesserer sig for teori og praksis inden for Design for Alle, og at bygge bro mellem disse professionelle og andre inden for designverdenen, og de områder hvor Design for Alle kan gøre en reel forskel for livskvaliteten for alle.

### Eksempler på EU-finansierede forskningsprojekter inden for IKT og inklusion
- DfA@eInclusion[37]: Desing for All at eInclusion

Dette er et projekt, som støtter EDeAN. Målet for projektet er at udvikle eksemplariske kurser i Design for Alle rettet mod industrien, kursusforløb og uddannelse i Design for Alle på bachelor- og kandidatniveau samt en online vidensbase indenfor Design for Alle.
- DIADEM[38]: Delivering Inclusive Access for Disabled or Elderly Members of the Community

Projektet vil udvikle et browser interface, der kan tilpasses behovene hos mennesker med kognitive funktionsnedsættelser, og som kan anvendes hjemme eller på arbejde.
- I2Home[39]: Intuitive interaction for everyone with home appliances based on industry standards

Projektet vil udvikle en universel fjernbetjeningskonsol, som vil muliggøre netværksbaseret adgang til apparater i hjemmet.
- SHARE-IT[40]: Supported Human Autonomy for Recovery and Enhancement of cognitive and motor abilities using Information Technologies

Dette projekt udvikler skalerbare og tilpassede ‘add-ons’, som vil gøre det muligt at integrere hjælpemidler i hjemme-IKT.
- HaH[41]: Hearing at Home

Dette projekt ser på næste generations hjælpemiddelteknologier, som vil gøre det muligt for mennesker med høre-nedsættelse at deltage på lige fod i Informationssamfundet.
- CogKnow[42]: Helping people with mild dementia navigate their day

Har som mål at udvikle og lave en prototype på et kognitivt hjælpemiddel, som skal hjælpe mennesker der kæmper med demens med at udføre hverdagsaktiviteter.
- MonAmi[43]: Mainstreaming Ambient Intelligence

Projektet prøver at mainstreame tilgængeligheden til forbrugerprodukter og –tjenester. Målet er at udvikle teknologiske platforme, som gør det muligt for ældre og handicappede at blive i eget hjem og i deres normale omgivelser.
- USEM[44]: User Empowerment in Standardisation

Projektet vil træne slutbrugere i standardiseringsrelaterede emner og vil sætte dem i stand til at deltage i standardiseringsaktiviteter indenfor IKT-området.